# Isaiah Todd
Isaiah Todd (Baltimore, 17 de outubro de 2001) é um jogador norte-americano de basquete profissional que atualmente joga no Washington Wizards da National Basketball Association (NBA).
Todd optou por não jogou basquete universitário e se juntar ao NBA G League Ignite. Ele foi selecionado pelo Milwaukee Bucks como a 31º escolha geral no draft da NBA de 2021.

## Primeiros anos
Nascido em Baltimore, Maryland, Todd foi criado por sua mãe, Marlene Venable, e não conhecia bem seu pai. Sua mãe vendeu cocaína e heroína aos doze anos e cumpriu mais de três anos de prisão quando tinha dezesseis. Ela foi libertada da prisão cerca de quatro anos antes do nascimento de Todd.
Quando Todd começou a jogar basquete aos sete anos, ele tinha um metro e meio de altura. Nessa idade, ele conheceu seu primeiro treinador, Derrick Wilson, e começou a jogar em equipes recreativas e no Amateur Athletic Union (AAU). Antes da oitava série, Todd mudou-se para Richmond, Virgínia, para que pudesse jogar o ano todo em seu time da AAU, Team Loaded.

## Carreira no ensino médio
Em seus dois primeiros anos do ensino médio, Todd jogou basquete na John Marshall High School em Richmond. Como calouro, ele teve médias de 12,8 pontos e 6,5 rebotes, levando sua equipe a títulos distritais e regionais. Todd foi considerado uma das melhores perspectivas da área desde Moses Malone. Em seu segundo ano, Todd teve médias de 18,6 pontos, 6,5 rebotes e 1,8 bloqueios e ajudou a sua equipe a vencer o Campeonato Estadual da Classe 3.
Para sua terceira temporada, Todd foi transferido para a Trinity Academy, uma escola cristã particular em Raleigh, Carolina do Norte, com uma bolsa de estudos. A mudança para Raleigh também permitiu que ele trabalhasse em estreita colaboração com seu personal trainer, Drew Hanlen. Todd liderou a equipe, que vinha de duas temporadas derrotadas, a um recorde de 21-12 com médias de 28 pontos e 15 rebotes. Ele foi nomeado o Jogador do Ano da Carolina do Norte pela USA Today. Todd foi transferido para outra escola cristã particular em Raleigh, a Word of God Christian Academy, para sua última temporada no ensino médio. Em seu último ano, ele foi selecionado para jogar no McDonald's All-American Game e no Jordan Brand Classic, mas ambos os jogos foram cancelados devido à pandemia de COVID-19.

### Recrutamento
Entrando em sua segunda temporada na John Marshall, Todd foi classificado como o recruta número um na classe de 2020 pela ESPN. Em 17 de outubro de 2019, ele se comprometeu a jogar basquete universitário na Universidade de Michigan. Na época, Todd era um dos 15 melhores jogadores de sua classe. Em 14 de abril de 2020, ele desistiu de Michigan e anunciou que renunciaria a sua elegibilidade universitária para seguir uma carreira profissional.
| Nome | Cidade Natal                           | Escola                             | Altura              | Peso           | Data                  |
| --- | -------------------------------------- | ---------------------------------- | ------------------- | -------------- | --------------------- |
| Isaiah Todd PF | Richmond, VA                           | Word of God Christian Academy (NC) | 6 ft 10 in (2.08 m) | 206 lb (93 kg) | 17 de Outubro de 2019 |
| Isaiah Todd PF | Recrutamento: Rivals: 247Sports: ESPN: |                                    |                     |                |                       |
| Ranking: Rivals: 20º \| 247Sports: 30º \| ESPN: 15º |                                        |                                    |                     |                |                       |
| - Nota: Em muitos casos, Scout, Rivals, 247Sports e ESPN podem entrar em conflito em suas listas de altura e peso, nestes casos, a média foi obtida. - Fonte: |                                        |                                    |                     |                |                       |

## Carreira profissional

### NBA G League Ignite (2020–2021)
Em 17 de abril de 2020, Todd assinou um contrato de um ano com o NBA G League Ignite, uma equipe de desenvolvimento afiliada à G-League. Ele foi atraído para a G-League porque queria "aprender com os profissionais e aprender com os treinadores e treinadores da NBA". Todd teve médias de 12,3 pontos e 4,9 rebotes.

### Washington Wizards (2021–presente)
Todd foi selecionado pelo Milwaukee Bucks como a 31ª escolha geral no draft da NBA de 2021. Ele foi posteriormente negociado com o Indiana Pacers em troca das escolhas 54ª e 60ª, Sandro Mamukelashvili e Georgios Kalaitzakis, e duas futuras escolhas de segunda rodada. Ele foi então negociado para o time de sua cidade natal, o Washington Wizards, em uma troca de cinco equipes.
Em 28 de janeiro de 2022, o Wizards suspendeu Todd por um jogo por "conduta prejudicial ao time".
Durante a temporada de 2021-22, Todd atuou em 12 jogos pelo Wizards e teve médias de 1,7 pontos e 1,0 rebotes.

## Estatísticas da carreira

### NBA

#### Temporada regular
| Ano     | Equipe     | PJ | PT | MPJ | AP   | 3P   | LL   | RT  | AS | BR | TO | PPJ |
| ------- | ---------- | -- | -- | --- | ---- | ---- | ---- | --- | -- | -- | -- | --- |
| 2021–22 | Washington | 12 | 0  | 6.2 | .269 | .250 | .333 | 1.0 | .3 | .3 | .2 | 1.7 |

Fonte: